# 李璣 (弘治進士)
李璣（1458年—1517年），字舜在，四川省保寧府南部縣人，竈籍，治《易經》。

## 生平
十二月初三日生，行七，由國子生中式四川鄉試第三十四名舉人，會試中式第二百二十三名。年三十六歲中式弘治六年癸丑科第三甲第八十七名進士。授行人司行人，十四年四月选授河南道试監察御史，十月实授，十八年二月升陕西按察司佥事，正德四年（1509年）七月升本省布政司右參議，为巡按御史阎睿所劾，十月降为巩昌府通判。

## 家族
曾祖李延昌，大名知府；祖李毅；父李徹；前母文氏；母段氏。永感下，妻田氏，兄瓚；王眾[王聚]（羅田縣丞）；珏（陰陽訓術）；璇，弟珘；玠；瑲；珂；珮。